# 마셜 플랜

마셜 플랜에 의한 원조 물자에 사용된 식별 표지. "유럽 부흥을 위한 미국의 공급"이라는 표어가 쓰여져 있다.

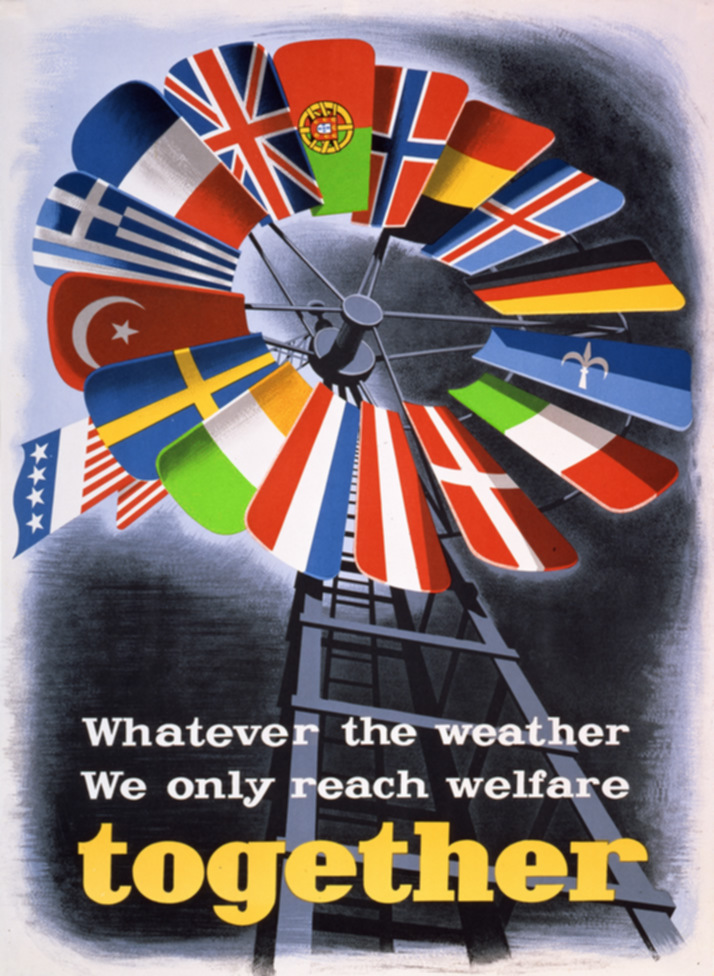
마셜 플랜 당시 미국이 선전을 위해 제작한 포스터 "날씨가 어떻다 하더라도 우리는 반드시 함께 움직여야만 한다!"

마셜 플랜(영어: Marshall Plan, 문화어: 마샬계획) 또는 공식적으로 유럽 부흥 계획(영어: European Recovery Program, ERP)은 제2차 세계 대전 이후 유럽의 황폐화된 동맹국을 위해 미국이 계획한 재건, 원조 계획이다. 미국의 국무장관 조지 마셜이 제창했기 때문에 마셜 플랜 또는 마셜 계획이라고도 불리며, 황폐해진 유럽을 재건축하고 미국 경제를 복구시키며 공산주의의 확산을 막는 것이 목적이었다.

## 개요
유럽 부흥 계획은 1947년 6월에 있었던 구-미 회의에서 조직되었다. 미국은 소련과 그 동맹국에게도 '정치적 개혁과 외부 감독을 받는 조건하에' 동일한 원조 계획을 제시했었다. 사실 소련이 이 계획의 이점을 취할 것을 우려해 미국은 일부러 받아들이기 곤란한 조건을 제시했었다. 물론 소련은 제안을 거절했다.

### 지원
미국은 경제 협력 개발 기구에 가입한 유럽 국가들에게 유럽 부흥 계획에 따라 1947년 7월부터 4년(회계 연도 기준)간 총 130억 달러에 해당되는 경제적, 기술적 지원을 해 주었다. 이를 현재 가치로 환산하면 약 1300억 달러에 해당된다. 원조가 끝난 후 독일을 제외한 모든 국가의 경제력은 전쟁 전 수준으로 회복되었다. 그리고 그 후 20년간 서유럽 국가들은 유례없는 성장과 번영을 누렸다. 또한 유럽 부흥 계획은 유럽 내 각국간의 관세 거래 장벽을 철폐하고 각국의 경제 수준을 맞추기 위해 설치한 기구 등을 통해 유럽 통합화의 첫 번째 계기가 되었다. 본래 이것들은 미국의 경영 방식을 체계적으로 도입하기 위해 만들어진 것이었다.

### 비판
최근 역사가들은 유럽 부흥 계획의 근본적 동기와 전체적 효율성에 대해 의심을 품어 오고 있다. 일부 역사가들은 유럽 부흥 계획을 통한 이익들은 사실 시장이 경제 성장을 통해 안정화 할 수 있게 한 신무간섭주의(新無干涉主義, new laissez faire) 정책에 의한 이익들이었을 뿐이라 주장하기도 한다.

## 지원 금액

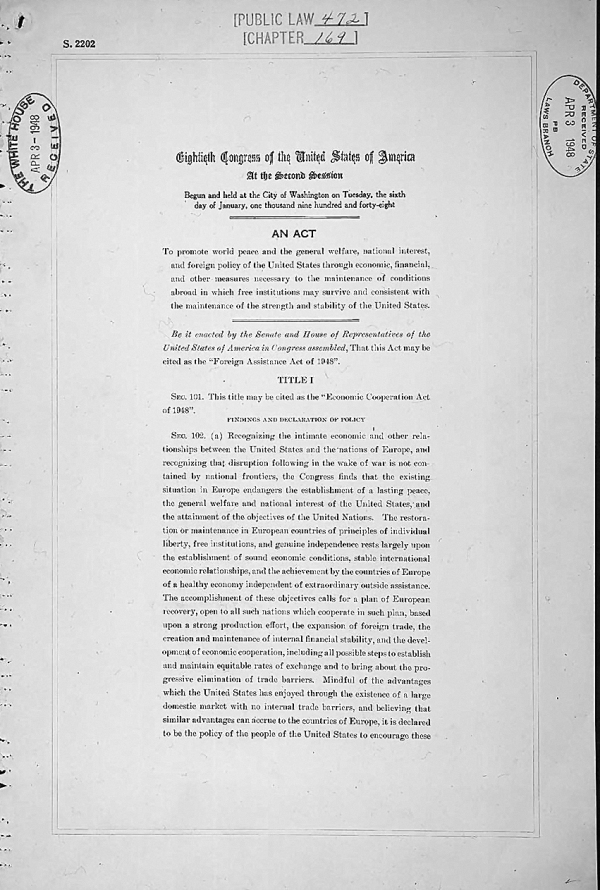
유럽 부흥 계획의 첫 번째 장

냉전 시대 동안 유럽 부흥 계획의 지원을 받은 국가들. 청색 막대기는 지원 금액의 상대적 정도를 나타낸다.

다음 표는 각 유럽 국가들이 유럽 부흥 계획에 따라 미국으로부터 지원받은 금액을 나타낸 것이다. 단위는 1백만 미국 달러이다.
| 나라                            | 1948/49년 | 1949/50년 | 1950/51년 | 합계  |
| ------------------------------- | --------- | --------- | --------- | ----- |
| 오스트리아                      | 232       | 166       | 70        | 488   |
| 벨기에와 룩셈부르크             | 195       | 222       | 360       | 777   |
| 덴마크                          | 103       | 87        | 195       | 385   |
| 프랑스                          | 1,085     | 691       | 520       | 2,296 |
| 독일                            | 510       | 438       | 500       | 1,448 |
| 그리스                          | 175       | 156       | 45        | 366   |
| 아이슬란드                      | 6         | 22        | 15        | 43    |
| 아일랜드                        | 88        | 45        | —         | 133   |
| 이탈리아와 트리에스테 자유 지구 | 594       | 405       | 205       | 1,204 |
| 네덜란드                        | 471       | 302       | 355       | 1,128 |
| 노르웨이                        | 82        | 90        | 200       | 372   |
| 포르투갈                        | —         | —         | 70        | 70    |
| 스웨덴                          | 39        | 48        | 260       | 347   |
| 스위스                          | —         | —         | 250       | 250   |
| 튀르키예                        | 28        | 59        | 50        | 137   |
| 영국                            | 1,316     | 921       | 1,060     | 3,297 |

## 같이 보기
- 모건소 플랜
- 페이퍼클립 작전
- 역코스 - 냉전 초기에 미국이 시행한 일본의 공산화 방지를 명분으로 전범들과 우익재벌들에 대한 사면 등으로 재우경화 허용 정책